# Tim Kelleher
Tim Kelleher (ur. 4 października 1980 r.) – muzyk, niegdyś basista zespołu My Darling Murder. Koncertował z amerykańską grupą rocka alternatywnego 30 Seconds to Mars, lecz nie był jej oficjalnym członkiem.